# Осія. Глава XIV. Подражаніє
«Осія. Глава XIV. Подражаніє» — вірш Тараса Шевченка 1859 року, написаний у С.-Петербурзі.

## Написання та автографи
Зберігся чорновий автограф вірша на окремому аркуші; список І. М. Лазаревського з виправленням Шевченка в «Більшій книжці». Дата в чорновому автографі: «25 декабря 1859», а у «Більшій книжці» — «25 декабря 1859 г.». Вірш датується за чорновим автографом: 25 грудня 1859 року, місце написання — С.-Петербург.
Чорновий автограф є первісним текстом. На початку XX століття цей автограф належав М. І. Стороженкові, до якого потрапив з родини Рєпніних. Тоді ж окремі варіанти з нього опублікував В. М. Доманицький. У зібранні творів Шевченка варіанти за текстом цього автографа подаються вперше.
За чорновим автографом, з кількома неточностями, під назвою «Осії глава XIV. Подражаніє» вірш переписав до «Більшої книжки» І. М. Лазаревський. В його списку рядок 51 подано в такому вигляді: «Розпнуть, розірвуть, розіпнуть» замість «Розтнуть, розірвуть, розіпнуть», рядок 52 пропущено, рядок 56 подано так: «Без притчі; вискажи зробили» замість «Без притчі. Ви, скажи, зробили». Шевченко власноручно виправив у назві «Осії» на «Осія», вписав пропущений переписувачем рядок 52; інші помилки й неточності лишилися в списку не виправленими.

## Публікація
Вперше надруковано в «Кобзарі з додатком споминок про Шевченка Костомарова і Микешина» (Прага, 1876 рік, стор. 236—237) за списком у «Більшій книжці», з припущеними там помилками. Крім того, неточно подано назву: «Осії глава XIV. Подражаніє», рядки 48: «В село на грище приведуть» та 52 — 53: «І вашей кровію собак… Собак напоять!».

## Складова
У своєму «подражанії» XIV главі біблійної книги Осії (Осія-Хошеа — один із малих біблійних пророків 8 ст. до н. е.) Шевченко взяв із Старого завіту лише загальну «схему» пророцтва (загибель країни за «гріхи» і майбутнє її відродження), пророчий пафос та деякі образно-стилістичні форми, створивши революційний, політично злободенний твір, усім змістом звернений до сучасності і не розрахований на цензурний друк. Зміст вірша пов'язаний із загостренням суспільно-політичної боротьби напередодні селянської реформи, планами царського уряду розв'язати селянське питання в інтересах поміщиків і позицією ліберального панства у цьому питанні. Шевченко викриває тут, насамперед ліберальне панство («лукаві чада»), яке підтримувало соціальну й національну політику самодержавства й сподівалося, що цар врятує поміщиків від «кари невсипущої». У вірші, безперечно, відбилися й безпосередні враження поета від подорожі в Україну влітку 1859 року, де він спостерігав реальну «класову практику» панів; лібералів. Водночас у вірші викривається й сам цар — Олександр II, його єдність з панством, його фальшиве народолюбство («…добрий цар, // Їх кроткий, п'яний господар»). Поет прорікає майбутнє повстання, яке «люд окрадений спасе // Од ласки царської…», і загибель царя і панів («не втечете // І не сховаєтеся; всюди // Вас найде правда-мста»). Увесь контекст вірша свідчить: Шевченко розумів, що лише повстання приведе до народної перемоги. Художня форма твору зумовлена задумом поета створити «подражаніє» Біблії; вірш являє собою насичений біблеїзмами й сповнений надзвичайної ліричної сили «ораторський» монолог (водночас викриття й провіщання).